# Yun Chol
Dans ce nom coréen, le nom de famille, Yun, précède le nom personnel.
Yun Chol, né le 1er janvier 1975, est un patineur de vitesse sur piste courte nord-coréen.

## Biographie
Il est porteur de drapeau pour la Corée du Nord à la cérémonie d'ouverture des Jeux olympiques d'hiver de 1998.